# Загін (військова справа)
Загі́н (заст. випра́ва) — постійне або тимчасове військове (відомче) формування (підрозділ у бі́льших підрозділах, частинах, з'єднаннях або об'єднаннях видів і родів військ (сил) збройних сил держави і інших відомствах у тому числі і «силових») з підрозділів і частин військ (сил), які створюються для виконання бойового або спеціального завдання з різних сил і засобів.

## Історія

### Імперія Ахеменідів
Безсмертні — в древній Персії назва загонів елітних військ, що поєднували в собі характеристики гвардії і регулярних військ. Загони «безсмертних», вперше з'явилися в імперії Ахеменідов в VI столітті до нашої ери, формувалися лише з мідійцев, персів і еламітів, причому перша їх тисяча, що складала особисту охорону царя, формувалася виключно з перської знаті. Підготовка починалася ще в дитинстві. Обов'язковими для «безсмертного» були уміння добре стріляти з лука і скакати верхи, а згодом також строге дотримання ученню Заратуштри.

### Київська Русь
За часів Київської Русі існувала військова одиниця — княжий військовий загін — полк.

### Російська імперія,СРСР
У XIX — початку XX століття в збройних силах Росії були тимчасовими формуваннями (з'єднаннями) підрозділів, військових частин для вирішення певних тактичних завдань. Чисельний склад даних військових формувань мав у своєму складі від одного взводу до кількох корпусів, що формувалися з одного або різних родів військ (сил).
У Збройних Силах Радянської Росії, Окремий загін Робітничо-селянської Червоної Армії (РККА) — первинна основна одиниця військового формування, що була військовою частиною з самостійним господарством. На чолі окремого загону РККА знаходилася Рада у складі військового керівника і двох військових комісарів. При нім полягали невеликий штаб і інспекторат.

## Різновиди загонів

### Сухопутні війська
У бойовій обстановці можуть створюватися такі загони:
- розвідувальні,
- передові (авангард),
- сторожові,
- звідні,
- обхідні загони,
- загони загороджень,
- забезпечення руху тощо.

Склад кожного загону визначається його призначенням і виконуваним спеціальним завданням.
Розвідувальний загін (РЗ) — для виконання завдань розвідки сил і засобів оборони противника перед наступом.
Передовий загін (ПЗ) — для захвату важливих рубежів оборони противника і об'єктів в наступі або дій в смузі забезпечення в обороні своїх військ.
Сторожовий загін (СЗ) — для охорони військ на марші і під час відпочинку. Призначаються: головний, тиловий та бокові.
Загін загороджень (ЗЗ) або рухомий загороджувальний загін (РЗЗ) — тимчасове формування сухопутних військ, що складається з підрозділів (частин) інженерних військ і що призначалися для влаштування загороджень (для мінування місцевості і виробництва руйнувань в ході бою, прикриття загородами рубежів розгортання військ, флангів частин, з'єднань і об'єднань, стиків і проміжків між ними і виконання інших завдань.
Загін забезпечення руху (ЗЗД) — тимчасове формування, що складається в основному з інженерно-дорожніх підрозділів, посилених інженерно-саперними, механізованими (танковими), хімічними і іншими підрозділами. Призначений для підготовки і утримання маршруту в придатному для пересування військ стані. Створюється в наступі і при пересуванні військ для ведення розвідки маршруту на марші, підготовки військових (колонних) шляхів, проробки проходів в загородженнях, проведення дорожньо-мостових робіт.
Штурмовий загін (ШЗ) — тимчасове формування, призначене для захвату окремих споруд, опорних пунктів і довготривалих вогневих точок (ДОТ) при штурмі, атаці.

### Військово-повітряні сили
Авіаційний загін — штатний підрозділ, що входить до складу авіаційної ескадрильї важкобомбардувальних і транспортних частин, що складається з однотипних літаків.
Загін вертольотів (вертолітний загін) — штатний підрозділ, що входить до складу ескадрильї.
Загін космонавтів — (Перший загін космонавтів СРСР) був сформований в лютому — квітні 1960 року. Офіційна назва загону — 1960-а група військово-повітряних сил (ВПС) № 1. Космонавти: Віктор Горбатко, Герман Тітов, Євген Хрунов, Борис Волинов, Юрій Гагарін, Олексій Леонов, Павло Попович, Андріян Ніколаєв та інші.

### Військово-морські сили
- Загін атомних підводних човнів;
- Протидиверсійний загін (ПДЗ);
- Навчальний загін;
- Загін висадки морського десанта;
- Загін загороджень;
- Загін кораблів
- Загін кораблів вогневої підтримки
- Загін (з'єднання) кораблів прикриття.

### Інші формування
Прикордонний загін — постійне військове формування (окрема військова частина) в прикордонних військах, що призначалися для охорони державного кордону. По штату і чисельному складу прикордонний загін відповідав окремому батальйону або полку Сухопутних військ. Командував загоном полковник або підполковник. Один прикордонний загін залежно від рельєфу місцевості контролював ділянку від 200 до 600 кілометрів сухопутного кордону. До складу прикордонного загону входило від 12 до 20 прикордонних застав рівномірно розподілених по ділянці кордону.
Продовольчий загін або Продзагін — в період військового комунізму озброєний загін для заготівки продовольства на селі. Продзагони складалися в основному з робітників, солдатів і матросів.
Загороджувальний загін (загранотряд) — загони, які розміщувалися позаду основних військ (сил). Були призначені для запобігання втечі військовослужбовців з поля бою, піймання шпигунів, диверсантів і дезертирів, повернення в частині тих, що втекли з поля бою, і солдатів, що відстали. Створювалися у всіх збройних силах в критичних ситуаціях, з найбільш підготовлених вояків. Найбільш відомі заградотряди НКВД в РСЧА.
Загін Червоної Гвардії — озброєні загони матросів, солдатів і робітників, у Росії 1917 років — прибічники (не обов'язково членів) лівих партій — соціал-демократів (більшовиків, меншовиків і «межрайонцев»), есерів і анархістів.
Штурмовий загін (СА) (нім. Sturmabteilung (SA) — створений у вересні 1921 року на базі «Загону оборони і пропаганди» НСДАП, сформованого в серпні 1921 року, для охорони на мітингах і під час ходів членів партії, а також припинення провокації політичних противників.
Партизанський загін — озброєні загони народних мас, які беруть участь у боротьбі за свободу і незалежність своєї Батьківщини або за соціальні перетворення, яка ведеться на території, зайнятій противником; у цій боротьбі загони спираються на підтримку місцевого населення, в ній можуть брати також участь частини регулярних військ, що діють в тилу ворога.